# 大衛·馬丁尼茲 (足球運動員)
大衛·馬丁尼茲（2006年2月7日—）是一名委內瑞拉足球運動員，主打前鋒，效力於莫納加斯 SC。

## 生涯
2022年，16歲的大衛·馬丁尼茲升入球隊的成年隊。同年2月22日，他在2022年南美自由盃資格賽中完成首秀。